# Froły (Kraj Permski)
Froły (ros. Фролы) – wieś (sieło) w Rosji, w Kraju Permskim, w rejonie permskim. W 2010 liczyła 1973 mieszkańców.